# Cantone di Cevallos
Il cantone di Cevallos è un cantone dell'Ecuador che si trova nella provincia del Tungurahua.
Il capoluogo del cantone è Cevallos.